# Slaviansk do Kuban
Slaviansk do Kuban (Slaviansk-na-Kubani) é uma cidade da Rússia, o centro administrativo de um raion do Krai de Krasnodar. A cidade é localizada a um dos braços da delta do rio Kuban, à linha ferroviária Timachevsk-Krimsk.

## História
Slavyansk originou-se na Idade Média como uma Copa ou Coparia, um posto avançado de comércio genovês controlado pela família Ghisolfi e foi uma das colônias genovesas mais importantes na área do Mar Negro.
Após a queda do poder genovês na região Pontic, o local foi abandonado até 1747, quando o canato da Crimeia ergueu um pequeno forte, conhecido em fontes russas como Kopyl. Anos depois, com a conquista da Península de Taman pelo Império Russo, o forte tártaro deu lugar ao stanitsa cossaco de Kopylskaya. 
Em 1865, a cidade foi renomeada em homenagem ao regimento Slavyansky que havia sido aquartelado lá sob Catarina, a Grande. Em 1958, foi incorporada como a cidade de Slavyansk-na-Kubani (assim chamada para distingui-la da cidade de mesmo nome na Ucrânia). Ao final do século XVIII, esta cidade era uma fortaleza fundada pelo general Suvorov para defender as fronteiras do sul da Rússia. Em 1865 a fortaleza tornou-se uma stanitsa cossaca. Durante a Segunda Guerra Mundial esta cidade foi ocupada pelos alemães em 1942-3 e foi reocupada pelo Exército Vermelho em 1943. A cidade apresenta monumentos para aqueles que foram perdidos na guerra. A cidade era o centro administrativo do Tamansky Otdel do Kuban Oblast.

## Esporte
A cidade de Slaviansk do Kuban foi a sede do FC Slaviansk Slaviansk do Kuban, que participou do Campeonato Russo de Futebol.